# Acrogonyleptes
Acrogonyleptes is een geslacht van hooiwagens uit de familie Gonyleptidae.
De wetenschappelijke naam Acrogonyleptes is voor het eerst geldig gepubliceerd door Roewer in 1917. 

## Soorten
Acrogonyleptes omvat de volgende 4 soorten:
- Acrogonyleptes armatifrons
- Acrogonyleptes curitibae
- Acrogonyleptes exochus
- Acrogonyleptes unus